# Tomislav Prosen
Tomislav Prosen (Sisak, 24. prosinca 1943.) bivši je hrvatski nogometaš i nogometni trener.
Tijekom svoje karijere igrao je za Segestu Sisak, Maribor, NEC Nijmegen i SV St. Veit.
Igrao je u finalu Mitropa kupa 1968. za Crvenu zvezdu kao gostujući igrač.